# Салим Нидаль
Салим (Ислим) Нидаль — израильский клинический онколог, радиационный онколог, Директор Института Онкологии Европейского Медицинского Центра(ЕМС) главный внештатный специалист по радиотерапии Департамента здравоохранения города Москвы и Минздрава России по Центральному федеральному округу РФ. Член Израильской клинической онкологии и лучевой терапии (ISCORT), член Американского общества клинической онкологии (ASMO), член Американского общества терапевтической радиологии и онкологии (ASTRO), член Европейского общества медицинской онкологии (ESMO).

## Биография и карьера
Нидаль Салим родился 18 апреля 1973 года в городе Вифлеем. В 1998 году с отличием окончил медицинскую академию по специальности «Лечебное дело». В 2003–2008 гг. прошел ординатуру и профессиональную подготовку по Лучевой терапии и Онкологии в Университетском госпитале Хадасса (Hadassah University Hospital, Sharett Institute of Oncology) в г. Иерусалим, Израиль. Сертифицирован Израильским советом по клинической онкологии и лучевой терапии (Israel Medical Association), Европейским советом по медицинской онкологии. Получил постдипломное образование на базе медицинского факультета Саклер школы постдипломного образования Тель-Авивского университета (Sackler School of Medicine, Tel Aviv University) по специальности онкология.
С 2003 года занимал должность врача-радиотерапевта Отделения Онкологии и Радиотерапии в университетском госпитале Хадасса, Израиль (Hadassah University Hospital, Israel). С 2006 года руководитель отделения лучевой терапии в больнице Августа Виктория в Иерусалиме (Augusta Victoria Hospital, Israel).
С 2008 года директор Центра онкологии и лучевой терапии в больнице Августа Виктория в Иерусалиме (Augusta Victoria Hospital, Israel)
С 2009 года медицинский директор Центра по борьбе с онкологическими заболеваниями больницы Августа Виктория (Augusta Victoria Hospital, Israel).
С 2014 года руководитель Центра лучевой терапии в Европейском медицинском центре (European Medical Center), Москва, Россия.
С 2018 года является главным внештатным специалистом по радиотерапии Департамента здравоохранения города Москвы.
С 2019 года занимает должность Руководителя Института онкологии Европейского Медицинского Центра.
С 2019 года профессор-консультант Физического факультета (медицинская физика) МГУ им. М.В. Ломоносова.
В 2021 году защитил диссертацию на звание кандидата медицинских наук по Лучевой терапии.
С 2022 года является приглашенным спикером кафедры Радиотерапии и Радиологии им. академика А. С. Павлова Российской медицинской академии непрерывного профессионального образования Министерства Здравоохранения РФ.

## Научная и практическая деятельность
Автор и соавтор более 150 научных работ и учебных пособий. Оригинальные научные работы Салим Нидаля опубликованы в крупнейших зарубежных рейтинговых журналах, таких как The Oncologist, Journal of Clinical Oncology, World neurosurgery и других.
Автор уникальной запатентованной процедуры - интраоперационной лучевой терапии (Intraoperative balloon electronic brachytherapy) при лечении Глиобластомы головного мозга (GBM WHO Grade IV).
Инициатор проведения уникальной процедуры - интраоперационной лучевой терапии (Intraoperative balloon electronic brachytherapy) при лечении предстательной железы.
Эксперт по стереотаксической радиохирургии (SRS) предстательной железы, легкого, головного мозга.
Автор клинического исследования по успешному неинвазивному лечению рака шейки матки, которое будет представлено на международной конференции Американского сообщества лучевых терапевтов осенью 2022 года (ASTRO meeting 2022).
Участник и приглашенный спикер множества Российских и зарубежных онкологических конференций, включая презентацию своей уникальной методики интраоперационного облучения на международной конференции Американского сообщества клинических онкологов в 2020 году (ASCO meeting 2020).

## Звания и награды
- Член Европейского общества медицинской онкологии (ESMO)
- Член Американского общества клинической онкологии (ASMO)
- Член Американского общества терапевтической радиологии и онкологии (ASTRO)
- Член Израильской клинической онкологии и лучевой терапии (ISCORT)
- Главный внештатный специалист по радиотерапии Департамента здравоохранения города Москвы
- Председатель Медицинской школы EMC (EMC School)

## Публикации
- Салим Н., Столбовой А.В., Шонус Д.Х., Громова Н.В., Поподько А.И., Прокофьев И.И., Миронова О.А., Мармазеев И.В.// Анализ дозовых нагрузок на сердце и легкие при разных методах лучевого лечения рака молочной железы. Злокачественные опухоли. 2017. Т. 7. № 3-S1. С. 109-110.
- Салим Н., Кривошапкин А.Л., Гайтан А.С., Мармазеев И.В., Абдуллаев О.А., Сергеев Г.С., Шонус Д.Х.// Применение интраоперационной лучевой терапии у пациентов с рецидивирующими глиомами высокой степени злокачественности // Злокачественные опухоли. 2017. Т. 7. № 3-S1. С. 110.
- Салим Н., Столбовой А.В., Шонус Д.Х.// Стереотаксическая радиохирургия метастазов колоректального рака в печень. современные тенденции развития методики // Вестник Российского научного центра рентгенорадиологии Минздрава России. 2017. Т. 17. № 3. С. 5.
- Салим Н., Поподько А.И., Миронова О.А., Прокофьев И.И., Мармазеев И.В., Громова Н.В., Шонус Д.Х., Столбовой А.В.// Значение анализа дозного распределения при различных методиках лучевого лечения рака молочной железы В книге: Материалы IV Петербургского международного онкологического форума "Белые ночи 2018" Тезисы. Автономная некоммерческая научно-медицинская организация «Вопросы онкологии». 2018. С. 47.
- Салим Н., Шонус Д.Х., Столбовой А.В.// Развитие лучевой терапии рака молочной железы. Онкология. Журнал им. П.А. Герцена. 2017. Т. 6. № 4. С. 59-65.
- Krivoshapkin AL, Sergeev GS, Gaytan AS, Kalneus LE, Kurbatov VP, Abdullaev OA, Nidal Salim, Bulanov DV, Simonovich AE. //Automated volumetric analysis of postoperative MRI predicts survival in glioblastoma patients. World Neurosurg. 2019 Mar 22. pii: S1878-8750(19)30820-4. doi: 10.1016/j.wneu.2019.03.142.
- Nechushtan H, Hamamreh Y, Nidal S, Gotfried M, Baron A, Shalev YI, Nisman B, Peretz T, Peylan-Ramu N.// A phase IIb trial assessing the addition of disulfiram to chemotherapy for the treatment of metastatic non-small cell lung cancer. Oncologist. 2015 Apr;20(4):366-7. doi: 10.1634/theoncologist.2014-0424. Epub 2015 Mar 16.
- Katz D, Peretz T, Maly B, Ospovat I, Salim N, Ramu N, Hovav N, Uziely B. // Expect the unexpected: peritoneal spread--late relapse presentation of breast cancer. Isr Med Assoc J. 2008 Apr;10(4):310-1.
- Нидаль Салим. Как сверхточная лучевая терапия помогает бороться с раком? https://www.emcmos.ru/articles/kak-sverhtochnaya-luchevaya-terapiya-pomogaet-borotsya-s-rakom
- Нидаль Салим. Рак легкого. https://www.emcmos.ru/articles/rak-legkogo
- Нидаль Салим. Рак молочной железы. [https://www.emcmos.ru/articles/rak-molochnoy-zhelezy]
- Нидаль Салим. Лечение рака легкого без хирургии – будущее, которое уже доступно? [https://www.emcmos.ru/articles/lechenie-raka-legkogo-bez-hirurgii-budushchee-kotoroe-uzhe-dostupno]
- Салим Нидаль: «Лучевая терапия может сохранить не только орган, но и его функции» [https://www.forbes.ru/brandvoice/emc/353493-salim-nidal-luchevaya-terapiya-mozhet-sohranit-ne-tolko-organ-no-i-ego-funkcii]
- Салим Нидаль: «Лучевая терапия может сохранить не только орган, но и его функции» МОСКОВСКАЯ Еженедельная газета о здравоохранении Москвы | Понедельник, 18 июня 2018 года МЕДИЦИНА Департамент здравоохранения г. Москвы | mosgorzdrav.ru № 22 (26) стр 3.
- Krivoshapkin A., Nidal. S., Gaytan A, Abdullaev O., Sergeev G, , Marmazeev I. Salvage surgery followed by intraoperative balloon electronic brachytherapy for recurrent malignant brain gliomas. Abstract ASTRO 2019.
- Krivoshapkin A., Nidal. S., Gaytan A., Abdullaev O., Sergeev G., Marmazeev I. Surgery plus intraoperative balloon electronic brachytherapy for recurrent malignant brain gliomas. Abstract EANO 2018.
- Intracranial glioma workshop: from a to z (larissa, greece 06-08.04.2017 ) maximal safe resection followed by balloon electronic brachytherapy for recurrent glioblastomas: initial experiens
- EANS 2017 (Venice, Italy 1-5.10.2017) ) Maximal safe resection followed by balloon electronic brachytherapy for recurrent glioblastomas and brain metastases.
- AANS ( Los-angeles 2017) Experience with Recurrent Glioblastoma Surgery plus Intraoperative Balloon Electronic Brachytherapy.
- International congress on minimally invasive neurosurgery (4th ISMINS) – (Moscow, Russia 19/04/2018) New approaches in diagnostics, navigation and robotics for better local tumor control in gbm patients.
- Тезисы на Поленовские Чтения 16.04.2019 в Санкт-Петербурге.  Промежуточные результаты хирургического лечения рецидивных глиобластом с применением интраоперационной баллонной электронной брахитерапии.
- Тезисы на EANS 2019 (Dublin, Ireland) Intermediate results of recurrent glioblastoma surgery followed by intraoperative balloon electronic brachytherapy.
- Медицинская методология оказания медицинской помощи пациентам, страдающим раком полового члена (код по международной статистической классификации  ВОЗ - ICD-10: С60).
- Салим Нидаль, Лойко И.Е. «Умная» лучевая терапия рака поджелудочной железы (SMART trial). Онлайн конференция. XI Съезд онкологов и радиологов стран СНГ и Евразии. Г. Казань. 24.04.2020
- Салим Нидаль, Зверева Д.П. Опухоли билиопакреатодуоденальной зоны. Первичный и метастатический рак печени. Онлайн участие в сессии «Противоречивость лечения ГЦР». Взгляд радиотерапевта. XI Съезд онкологов и радиологов стран СНГ и Евразии. Г. Казань. 24.04.2020
- A. Krivoshapkin, A. Gaytan, O. Abdullaev, N.Salim, G. Sergeev et. all. Prospective comparative study of intraoperative balloon electronic brachytherapy versus resection with multidisciplinary adjuvant therapy for recurrent glioblastoma. Surgical neurology international.11-Oct-2021;12:517.

## Интервью и статьи
1. https://www.forbes.ru/brandvoice/emc/353493-salim-nidal-luchevaya-terapiya-mozhet-sohranit-ne-tolko-organ-no-i-ego-funkcii
2. https://snob.ru/news/175064/
3. https://tobewell.info/media/novyy-podkhod-k-lecheniyu-raka-sheyki-matki-byl-predstavlen-spetsialistami-emc-na-amerikanskom-kongr/
4. https://medvestnik.ru/content/news/V-Rossii-vpervye-provedena-prostatektomiya-s-intraoperacionnoi-luchevoi-terapiei.html
5. https://pubmed.ncbi.nlm.nih.gov/25777347/
6. https://tobewell.info/media/proryv-v-lechenii-opukholi-predstatelnoy-zhelezy-pervaya-v-rossii-prostatektomiya-s-intraoperatsionn/
7. https://nop2030.ru/novosti/proryv-v-lechenii-opuholi-predstatelnoj-zhelezy/
8. https://aif.ru/health/life/rak_grudi_perestal_byt_smertelnym_chto_izmenilos_v_diagnostike_i_lechenii
9. https://www.forbes.ru/partnerskie-materialy/426317-trend-na-spasenie-kak-dostizheniya-v-medicine-i-personalizirovannyy
10. https://snob.ru/entry/189968/
11. https://pubmed.ncbi.nlm.nih.gov/31536810/
12. https://investfunds.ru/
13. https://alev.biz/developments/meetings/mozhno-li-vylechit-rak-v-iv-stadii/
14. http://oncology.ru/news/2018/10/16/
15. https://pubmed.ncbi.nlm.nih.gov/30910753/
16. https://mibsnews.ru/lechenie-oligometastaticheskogo-raka-protonnaya-terapiya-i-transgranichnoe-sotrudnichestvo/
17. http://www.sovstrat.ru/journals/medicina-celevye-proekty/articles/st-med21-34.html
18. https://medvestnik.ru/content/news/V-Peterburge-obsudili-novye-gorizonty-radiohirurgii-i-stereotaksicheskoi-radioterapii.html
19. https://pubmed.ncbi.nlm.nih.gov/34754567/
20. https://pubmed.ncbi.nlm.nih.gov/18548989/